# Chang'an, Shijiazhuang
Chang'an är ett stadsdistrikt i provinshuvudstaden Shijiazhuang i Hebei-provinsen i norra Kina. Det ligger omkring 260 kilometer sydväst om huvudstaden Peking.